# Anomala durvillei
Anomala durvillei är en skalbaggsart som beskrevs av Carsten Zorn 2006. Anomala durvillei ingår i släktet Anomala och familjen Rutelidae. Inga underarter finns listade i Catalogue of Life.